# Ostřice ježatá
Ostřice ježatá (Carex echinata, syn.: Carex stellulata, Vignea echinata) je druh jednoděložné rostliny z čeledi šáchorovité (Cyperaceae). Někdy je udávána také pod jménem tuřice ježatá.

## Popis
Jedná se o rostlinu dosahující výšky nejčastěji 10–30, mimo ČR vzácněji až 90 cm. Je vytrvalá a trsnatá s krátkými oddenky. Listy jsou střídavé, přisedlé, s listovými pochvami. Lodyha je trojhranná, hladká nebo nahoře trochu drsná, většinou delší než listy. Čepele jsou asi 0,7–3,3 mm široké. Ostřice ježatá patří mezi stejnoklasé ostřice, všechny klásky vypadají víceméně stejně, nicméně u tohoto druhu jsou dosti pohlavně odlišeny. Pouze v dolní části nejvyššího klásku jsou samčí květy, v horní části jsou samičí, zbylé klásky bývají samičí zcela nebo obsahují při bázi jen málo samčích květů. Klásky jsou uspořádány, cca 1–3 cm dlouhého lichoklasu (klasu klásků), který obsahuje nejčastěji 3–5, vzácněji až 8 víceméně kulovitých klásků, které od sebe nejsou příliš oddáleny. Mošničky jsou za zralosti ježovitě rozestálé, odtud název. Okvětí chybí. V samčích květech jsou zpravidla 3 tyčinky. Čnělky jsou většinou 2. Plodem je mošnička, která je kopinatá až vejčitá, cca 2,9–4,7 mm dlouhá, zelenohnědá až tmavohnědá, vně vyklenutá, na vrcholu zúžená do drsného dvouklaného zobánku. Každá mošnička je podepřená plevou, která červenohnědá nebo bledší, se zelným kýlem, na okraji široce blanitě lemovaná. Kvete nejčastěji v květnu až v červenci. Počet chromozómů: 2n=56 nebo 58.

## Rozšíření
Ostřice ježatá roste skoro v celé Evropě, na úplném jihu však skoro chybí, výjimečně přesahuje až do severní Afriky. Dále roste v některých částech Asie a Severní Ameriky, méně i v Mexiku a ve Střední Americe a snad i v Austrálii a na Novém Zélandu. Mapka rozšíření viz zde: . Druh je značně variabilní, jsou popsány alespoň 3 subspecie.

## Rozšíření v Česku
V ČR se vyskytuje roztroušeně od pahorkatin po hory. Ve vlhčích a chladnějších krajích je běžnější, naopak skoro chybí v teplých a suchých oblastech bez vhodných biotopů. Je to druh rašelinišť a zrašelinělých luk a pramenišť, někdy ji najdeme i na různých mokřinách při lesních cestách aj.

## Literatura

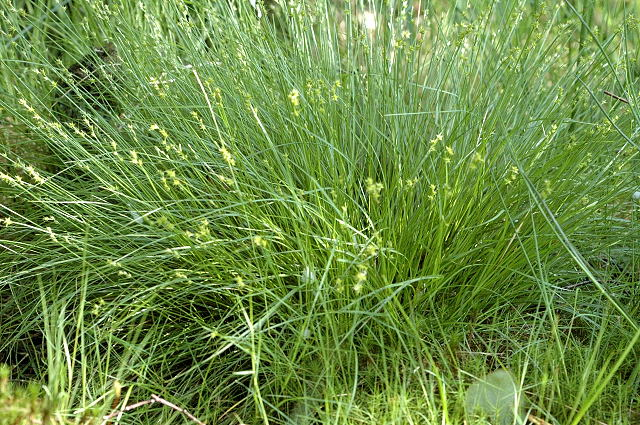
trs ostřice ježaté